# Terra Rica
Terra Rica ist ein brasilianisches Munizip im Nordwesten des Bundesstaats Paraná. Es hat 14.842 Einwohner (2022), die Terra-Riquenser genannt werden.

## Etymologie
Terra Rica (zu deutsch Reiche Erde) verdankt seinen Namen der Fruchtbarkeit des Bodens in dieser Region.

## Geschichte
Die Ländereien, die das Gebiet der Gemeinde Terra Rica bilden, wurden 1950 von Aniz Abud bei der Regierung des Bundesstaates Paraná beantragt, der sie später der Sociedade Imobiliária Noroeste do Paraná (SINOP) übertrug. Bis dahin gehörten die betreffenden Gebiete zum Bezirk Paranavaí, der wiederum zur Gemeinde Mandaguari gehörte. Die SINOP, die in den Besitz des Terra-Rica-Landes investiert hatte, nahm die Vermessung, Abgrenzung und den Verkauf von Grundstücken, Gärten und Bauernhöfen auf. Sie begann bereits 1950 mit der Ansiedlung erster Bewohner.
Terra Rica liegt am Ufer des Paranapanema und verfügt über große Möglichkeiten für den Transport seiner Produktion über den Flusshafen Euclides da Cunha, der einer der verkehrsreichsten im Nordwesten von Paraná ist. Dank seiner privilegierten Lage entwickelte sich Terra Rica schnell und wuchs innerhalb kurzer Zeit in beeindruckender Weise sozial und wirtschaftlich.
Terra Rica wurde durch das Staatsgesetz Nr. 253 vom 26. November 1954 in den Rang eines Munizips erhoben.

## Geografie

### Fläche und Lage
Das Munizip liegt am Ufer des Paranapanema auf dem Terceiro Planalto Paranaense (der dritten Hochebene von Paraná) auf dem Breitengrad 22° 42' 32" Süd und dem Längengrad 52° 37' 01" West. Es hat eine Fläche von 701 km². Die Meereshöhe beträgt 439 Meter.

### Klima
In Terra Rica ist das Klima tropisch. Es ist mit starken Niederschlägen zu rechnen, die sich insgesamt auf 1367 mm pro Jahr belaufen. Die kurze Trockenzeit hat wenig Einfluss auf das feuchte Klima über das gesamte Jahr hinweg. Die Klassifikation des Klimas nach Köppen und Geiger lautet Am. Die Jahresdurchschnittstemperatur liegt bei 23,4 °C.

### Gewässer
Terra Rica liegt am linken Ufer des Paranapanema bzw. an dessen Stausee für das Wasserkraftwerk Rosana. Am westlichen Rand des Munizips fließt der Ribeirão do Corvo zum Paranapanema. Die östliche Munizipgrenze bildet der Ribeirão da Coroa de Frade.

### Straßen
Terra Rica ist über die PR-180 an die BR-376 bei Guairaçá angebunden. Nach Norden führt die PR-180 an den Flusshafen Euclides da Cunha. Nach Osten führt die PR-557 nach Santo Antônio do Caiuá.

### Nachbarmunizipien
| Diamante do Norte | Teodoro Sampaio (SP) und Euclides da Cunha Paulista |           |
| Itaúna do Sul     | Kompassrose, die auf Nachbargemeinden zeigt         | Paranavaí |
| Nova Londrina     | Guairaçá                                            |           |

## Demografie

### Bevölkerungsentwicklung
Quelle: IBGE (2011)
| Jahr | Einwohner | Stadt  | Land   |
| 1960 | 18.619    | 3.129  | 15.490 |
| 1970 | 18.004    | 4.583  | 13.421 |
| 1980 | 16.991    | 7.603  | 9.388  |
| 1991 | 13.909    | 10.212 | 3.697  |
| 2000 | 13.797    | 10.516 | 3.281  |
| 2010 | 15.221    | 12.370 | 2.851  |
| 2022 | 14.842    | -      | -      |

Quelle: IBGE (2011) und Volkszählung 2022

### Ethnische Zusammensetzung
Ethnische Gruppen nach der statistischen Einteilung des IBGE (Stand: 1991, 2000 und 2010)
| Gruppe*     | 1991   | 2000   | 2010   | |
| Weiße       | 8.037  | 8.249  | 7.643  | wer sich als "weiß" erklärt                                                                                     |
| Schwarze    | 380    | 474    | 852    | wer sich als "schwarz" erklärt                                                                                  |
| Gelbe       | 182    | 195    | 238    | Personen fernöstlicher Herkunft wie japanisch, chinesisch, koreanisch etc.                                      |
| Braune      | 5.310  | 4.818  | 6.477  | wer sich als "braun" erklärt oder wer sich mit einer Mischung von zwei oder mehr der fünf Gruppen identifiziert |
| Indigene    | -      | 55     | 11     | wer sich als Ureinwohner oder Indio erklärt                                                                     |
| ohne Angabe | -      | 5      | -      | |
| Gesamt      | 13.909 | 13.796 | 15.221 | |

*) Das IBGE verwendet für Volkszählungen seit 1991 ausschließlich diese fünf Gruppen. Die Gruppenzugehörigkeit wird bei der Befragung vom Einwohner selbst festgelegt. Das IBGE verzichtet bewusst auf Erläuterungen.

## Stadtverwaltung
- Bürgermeister: Julio Cesar da Silva Leite (PSD), 2017–2020 und 2021–2024
- Vizebürgermeisterin: Ana Marta da Silva Salomão (PT),  2017–2020 und 2021–2024